# 알렉산드르 마체고라
알렉산드르 이바노비치 마체고라(러시아어: Алекса́ндр Ива́нович Мацегора, 문화어: 알렉싼드르 이와노비치 마쩨고라, 1955년 11월 21일 ~ )는 러시아의 외교관이다. 

## 생애
소련 우크라이나 소비에트 사회주의 공화국 오데사 출신으로 2014년부터 현재까지 조선민주주의인민공화국 주재 러시아 연방 대사를 맡고 있다. 한국어와 영어에 유창하다.